# Казначеев, Пётр Михайлович
Пётр Михайлович Казначеев (1854—1931) — действительный статский советник и уездный член Владимирского окружного суда, генеральный делегат Ордена мартинистов в России (с 1915 года), глава мартинистской ложи (1910—1917), член дикой ложи «Семен Гамалея к кубическому камню» (10.1917—06.1918).

## Биография
15 мая 1876 года окончил Императорское училище правоведения. Пётр Казначеев со студенческих лет увлекался философией Шопенгауэра, гностицизмом, масонством, мистикой, читая много литературы этой тематики, о чём впоследствии написал в своих дневниках. Вместе с женой и дочерью переводил для себя иностранную религиозно-философскую литературу. Близко дружил с масонами, изучал масонское учение и был им страстно увлечён. Его считали примером «отличной нравственности», имел крайне правые убеждения.

### Участие в мартинизме
В 1905 году, когда Казначеев работал во Владимире, он получил приглашение от масона В. С. Арсеньева посетить его в Москве.
В этом же году Казначеев написал письмо Седиру и Папюсу, что хочет вступить в Орден мартинистов. Папюс направил его к делегату в Санкт-Петербурге графу В. В. Муравьёву-Амурскому.
Муравьёв-Амурский и его помощник Исаев пригласили Казначеева с его сыном в Петербург, куда последние и прибыли в мае 1906 года. А летом 1907 года Муравьёв и Исаев приехали во Владимир, где приняли в Орден мартинистов Казначеева с сыном (возведя их в 3-ю степень), его жену и дочь (возведя их во 2-ю степень), и нескольких знакомых семьи Казначеевых.
В 1910 году Казначеев приезжает в Петербург, где в редакции журнала «Изида» знакомится с Мёбесом и Антошевским. В результате этих поездок Казначеева назначили специальным делегатом Ордена мартинистов для Средней России.
В том же 1910 году Г. О. Мёбес становится главой петербургской мартинистской ложи, приезжает во Владимир и открывает там [во имя Св. Иоанна] мартинистскую ложу, основу которой составила семья П. М. Казначеева и их ближайшие друзья.
В июне 1911 года Казначеев уходит в отставку с государственной службы и переезжает в Москву.
В августе 1912 года в среде российских мартинистов произошёл раскол. Мёбес пытается изменить на свой лад ложу русских мартинистов, о чём в резких тонах переписывается с П. М. Казначеевым, который сообщает это Чинскому. Чинский отстраняет Мёбеса от управления петербургской ложей и назначает Казначеева учреждающим делегатом Ордена мартинистов в России. Петербургская часть ордена во главе с Г. Мёбесом объявила о своей независимости от Парижа.
Зимой 1913—1914 года Чинский уезжает из России, временно передав должность генерального делегата Казначееву. А в 1915 году в Варшаве у Чинского проявляются проблемы со здоровьем, и он отходит от активной деятельности в мартинизме. По этой причине Папюс передаёт титул генерального делегата Ордена мартинистов Казначееву.
В 1912 году Казначеев выдал патент С. К. Маркотуну на учреждение мартинистской ложи «Св. апостола Андрея» в Киеве.

### Участие вмасонстве
В январе 1906 года в ряде московских газет («Русское слово», «Русские ведомости») было опубликовано анонимное объявление, в котором приглашались все желающие принять участие в воссоздании франкмасонства в России. Обратный адрес был указан — Почтамт, до востребования. В ответ на это объявление пришло 63 письма. В числе отозвавшихся был П. М. Казначеев и его сын Дмитрий, ответившие 12 января 1906 года.
Московское отделении полиции вело наблюдение за Казначеевым, в связи с его мартинистской деятельностью, и перлюстрировало его переписку с сыном Дмитрием. В марте 1910 года Дмитрий в своём письме уведомлял отца о том, что на начальном этапе возрождения масонства в России потребуется организовать философский кружок, для этого просил рекомендовать ему нескольких человек.
Утверждается, что в 1916—1917 гг. мартинисты якобы создавали масонские ложи. Так, в 1916 году на основе мартинистской ложи «Св. апостола Андрея» киевские мартинисты во главе с Маркотуном образовали масонскую ложу с одноимённым названием.
В 1917 году в Москве на основе ранее полученных от испанских братьев-масонов псевдопатентов 33 градуса шотландского масонства и 6 степени философского масонства Казначеев образовал дикую ложу «Семен Гамалея к кубическому камню». Кроме П. М. Казначеева, первыми членами её стали Ю. К. Терапиано и Леон Гольторп. Эта ложа начала свою деятельность в октябре 1917 года, когда членами ложи стали: барон А. Ф. Каульбарс, генерал И. В. Новицкий, Л. Хорват, Н. А. Назарьев и Ф. И. Шилов. Ложа «Семен Гамалея к кубическому камню» просуществовала до 13 июня 1918 года.

## Семья
Женился 23 января 1887 года на дочери статского советника Наталье Григорьевне Сатовской. Их дети:
- Анна 917.01.1888—?)
- Дмитрий (17.03.1889—?)